# Pește zburător
Exocoetidae sunt o familie de pești marini actinopterigieni din ordinul Beloniformes⁠(d), cunoscuți colocvial ca pești zburători sau cod zburător. Aproximativ 64 de specii sunt grupate în șapte genuri. Deși nu pot zbura la fel ca o pasăre, peștii zburători pot face sărituri puternice, autopropulsate, în afara apei, unde înotătoarele lor lungi asemănătoare aripilor permit planarea pe distanțe considerabile deasupra suprafeței apei. Se crede că principalul motiv pentru acest comportament este acela de a scăpa de prădătorii subacvatici,   care includ, printre altele, peștele spadă, macroul, tonul și marlinul, deși perioadele lor de zbor îi expun la atacul de către prădătorii aviari, cum ar fi păsările fregate.
Barbados este cunoscută drept „țara peștelui zburător”, iar peștele este unul dintre simbolurile naționale ale țării. Racheta Exocet⁠(d) poartă numele lor, deoarece variantele sunt lansate de sub apă și au o traiectorie joasă, aproape de suprafața apei, înainte de a-și lovi țintele.

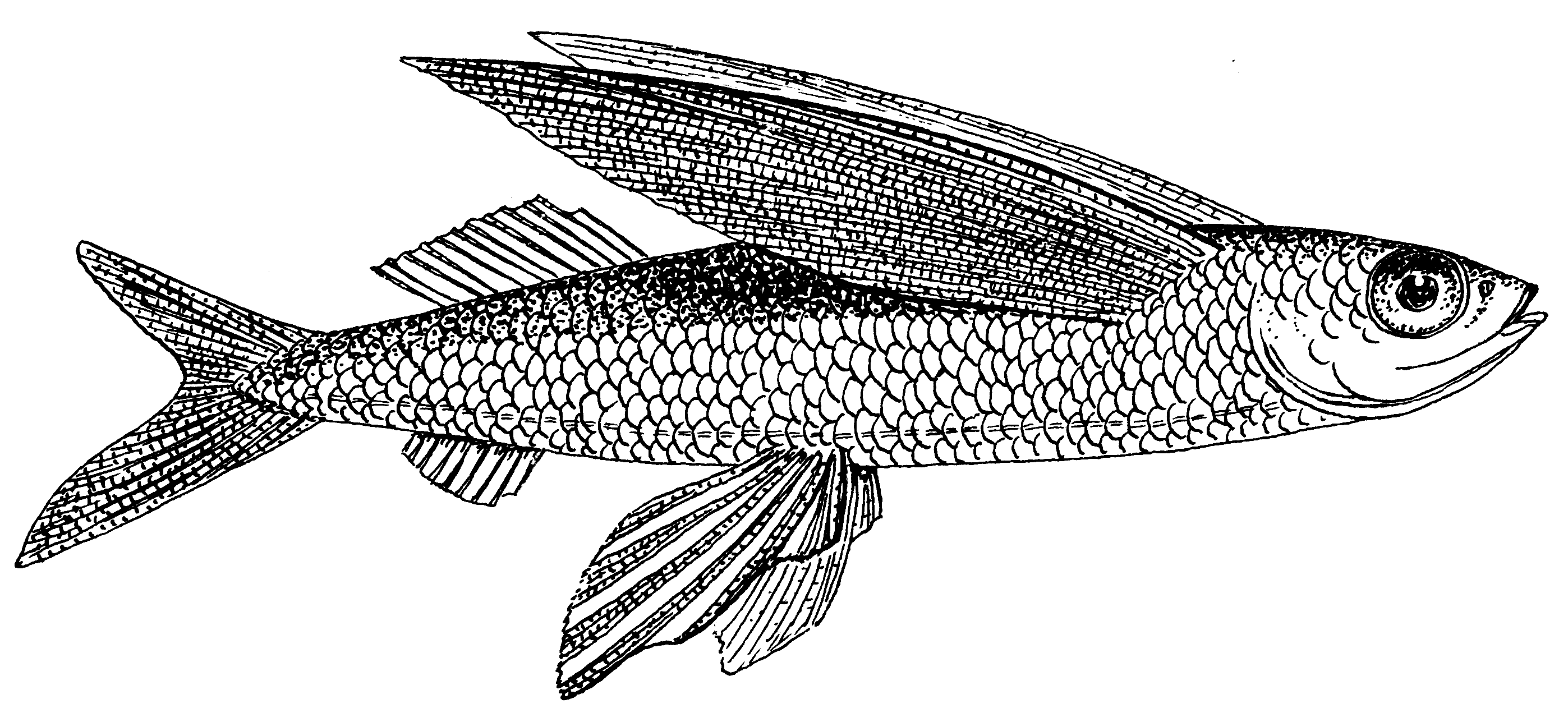
Pește zburător

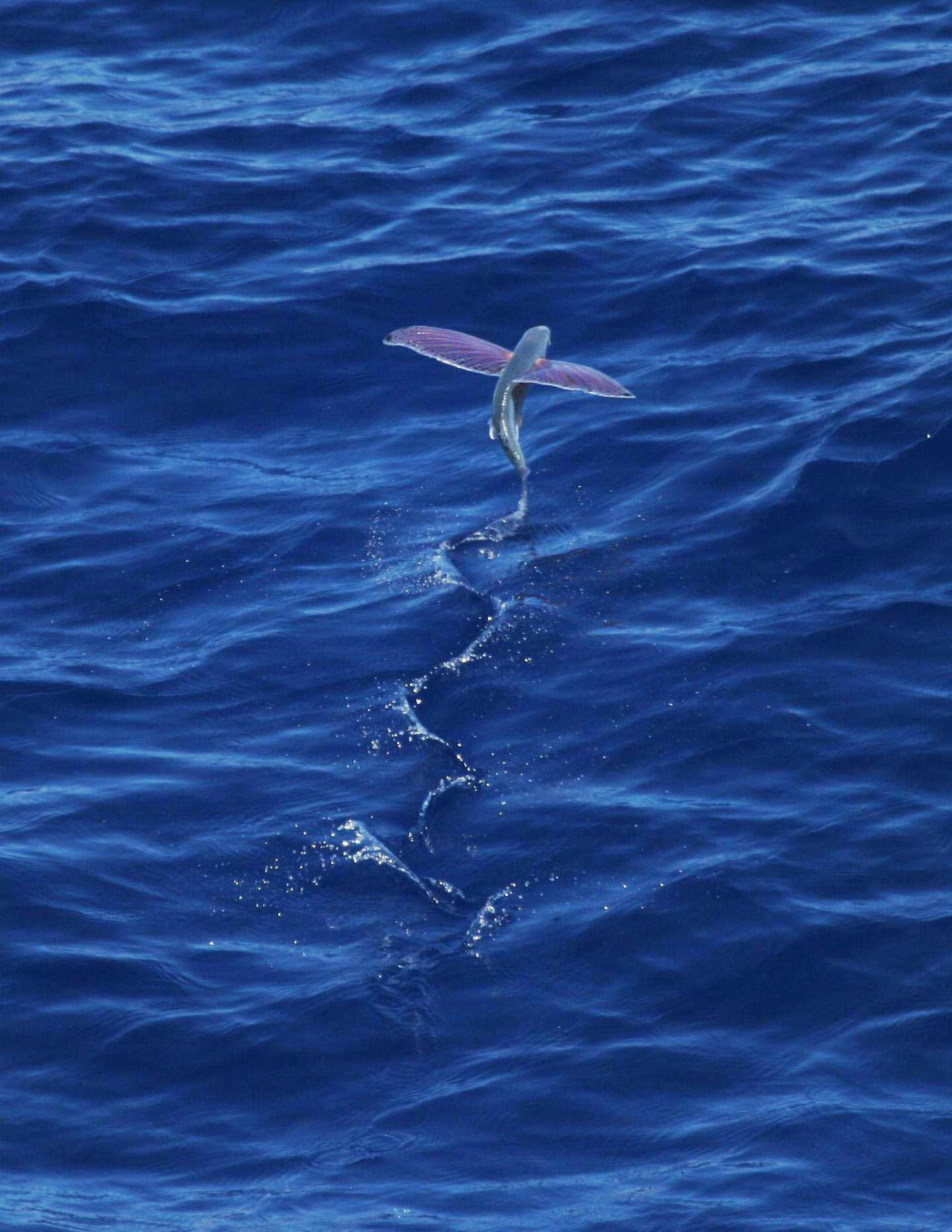
Pește zburător care iese din apă

### Măsurătorile de zbor
În mai 2008, o echipă de televiziune japoneză (NHK⁠(d)) a filmat un pește zburător (numit „Icarfish”) în largul coastei insulei Yakushima, Japonia. Peștele a petrecut 45 secunde în zbor. Recordul anterior a fost de 42 secunde.
Zborurile peștilor zburători sunt de obicei în jur de 50 m, deși pot folosi curente ascendente la marginea anterioară a valurilor pentru a acoperi distanțe de până la 400 metri. Ei pot călători cu viteze mai mari de 70 kilometri pe oră. Altitudinea maximă este de 6 metri deasupra suprafeței mării. Peștii zburători aterizează adesea accidental pe punțile navelor mai mici.  

## Analogii preistorici
Cea mai veche fosilă cunoscută a unui pește care zboară sau planează este cea din familia dispărută Thoracopteridae⁠(d), datând din Triasicul mijlociu, acum 235–242 milioane de ani. Cu toate acestea, ei nu sunt înrudiți cu peștii zburători moderni, înotătoarele pectorale asemănătoare aripii fiind evoluate convergent pe ambele linii evolutive.